# Acutozetes nadchatrami
Acutozetes nadchatrami är en kvalsterart som beskrevs av Balogh och Sandór Mahunka 1974. Acutozetes nadchatrami ingår i släktet Acutozetes och familjen Haplozetidae. Inga underarter finns listade i Catalogue of Life.